# Carmelo Cedrún
Carmelo Cedrún Otxandategi (Amorebieta-Echano, 6 de diciembre de 1930) es un exfutbolista español que jugaba en la posición de portero.
Jugó en el Athletic Club en 402 ocasiones y, también, en el RCD Espanyol y el Baltimore Bays.
Es padre de Andoni, el que fuera portero del Athletic Club y el Real Zaragoza.

## Biografía
Carmelo llegó al Athletic Club para la temporada 1950-51 procedente de la SD Amorebieta. El equipo rojiblanco buscaba un sustituto de garantías para el veterano Raimundo Pérez Lezama, titular en la última década. Debutó en Primera División el 15 de abril de 1951 en el partido Athletic Club 3 - Sevilla FC 0. A partir de la temporada 1951-52 se convirtió en el portero titular rojiblanco. En la temporada 1954-55 conquistó su primer trofeo de Copa al vencer al Sevilla por 1-0. En la siguiente campaña logró un doblete al conquistar el título de Liga y Copa jugando todos los partidos de ambas competiciones. Jugó en la Copa de Europa 1956-57, donde se enfrentó al FC Porto en primera ronda, al Honved de Ferenc Puskás en octavos y al Manchester United en una histórica eliminatoria de cuartos de final. En la temporada 1957-58 logró su tercer título de Copa al vencer al Real Madrid de Di Stéfano por 2-0 en la final de los once aldeanos. En octubre de 1963 perdió el puesto de titular en favor de un joven José Ángel Iribar, que había sido suplente suyo la temporada anterior.
En 1964 fichó por el RCD Espanyol, donde fue titular tres temporadas más. Cuando había decidido retirarse ya, recibió una oferta del Baltimore Bays, equipo de la recién fundada North American Soccer League, con el que jugó una última temporada.
Tuvo una dilatada carrera como entrenador entre 1972 y 1989. Comenzó dirigiendo al Barakaldo, y de ahí pasó al Logroñes en 1972 y a la Cultural Leonesa en la campaña 1974-75, siendo cesado en ambos conjuntos por los malos resultados. En la temporada 1975-76 logró ascender al Celta de Vigo a Primera División, abandonando el cargo a la campaña siguiente tras el descenso del equipo. Entrenó al Real Murcia las siguientes dos temporadas en Segunda División. En la temporada 1979-80 regresó al cuadro vigués, que acabó descendiendo a Segunda B. En la siguiente campaña, con el Barakaldo, le volvió a ocurrir lo mismo, en la temporada 1982/83 entreno al Real Jaén. Entre 1985 y 1989 dirigió a la Balompédica Linense en Segunda B.

## Clubes
| Club           | País    | Año       |
| -------------- | ------- | --------- |
| Athletic Club  | España  | 1950-1964 |
| RCD Espanyol   | España  | 1964-1967 |
| Baltimore Bays | EE. UU. | 1968      |

## Selección nacional
Debutó el 14 de marzo de 1954 en una victoria contra la selección turca (1-0). Con la selección española jugó trece partidos entre 1954 y 1963. Fue titular en los dos primeros partidos del Mundial de Chile en 1962.

## Palmarés
| Título                     | Club          | País   | Año     |
| -------------------------- | ------------- | ------ | ------- |
| Copa Eva Duarte            | Athletic Club | España | 1950    |
| Copa del Generalísimo      | Athletic Club | España | 1955    |
| Primera División de España | Athletic Club | España | 1955-56 |
| Copa del Generalísimo      | Athletic Club | España | 1956    |
| Copa del Generalísimo      | Athletic Club | España | 1958    |